# (20979) 1981 EO13
A (20979) 1981 EO13 a Naprendszer kisbolygóövében található aszteroida. Schelte J. Bus fedezte fel 1981. március 1-jén.